# Battaglia di Banquan
La Battaglia di Banquan è stata la prima battaglia della storia della Cina come registrato nelle Memorie storiche di Sima Qian. Fu combattuta tra Huangdi, l'Imperatore Giallo, e Yandi, l'Imperatore Fiamma. La "Battaglia di Banquan" potrebbe invero riferirsi a solo la terza di una serie di tre battaglie. Poco dopo, l'Imperatore Giallo avrebbe sfidato Chiyou nella Battaglia di Zhuolu. Entrambe le battaglie furono combattute in un tempo ravvicinato, su pianure nella stessa area geografica, ed entrambe coinvolgevano l'Imperatore Giallo. La Battaglia di Banquan è accreditata per la nascita della tribù Huaxia, la quale gettò le basi per la civiltà Cinese Han.
Non si sa molto di questa battaglia, in quanto, come altri eventi dell'epoca, è avvolta nella mitologia. Pertanto, la precisione storica dei registri della battaglia è molto discussa. La tradizione storiografica cinese la pone nel XXVI secolo a.C.
Le tribù Shennong erano in origine un ramo del tardo popolo agricolo del Neolitico dalle pianure Guanzhong in occidente, che si espanse verso l'altopiano del Loess prima di avventurarsi a est oltre Monti Taihang. Dopo varie generazioni, la tribù entrò in conflitto con altre tribù anch'esse in espansione ai tempi, ad esempio le tribù Jiuli guidate da Chiyou, e le tribù Youxiong guidate dall'Imperatore Giallo. L'Imperatore Fiamma andò prima in guerra con i Chiyou, ma venne sconfitto, e nella sua ritirata venne in conflitto territoriale contro l'Imperatore Giallo, che rivoltò le sue armate contro Shennong.
Le armate dell'Imperatore Giallo, sotto i totem dell'orso nero (熊), dell'orso bruno (羆), del drago pixiu (貔貅), del leopardo nebuloso (貙) e della tigre (虎), incontrarono le armate di Shennong a Banquan nella prima battaglia su larga scala nella storia della Cina. Dopo tre grandi battaglie, l'Imperatore Fiamma perse la battaglia e fu costretto a rendere i suoi servigi all'Imperatore Giallo. Le tribù Youxiong e Shennong formarono un'alleanza, formando le tribù Yanhuang, incorporando le piccole tribù intorno a loro.
La tribù Yanhuang, in continua espansione, attirò presto l'invidia di Chiyou, che attaccò di nuovo i territori di Shennong. La tribù Yanghuang reagì affrontando e sconfiggendo Chiyou nella battaglia di Zhuolu. La tribù Yanhuang si sarebbe allora espansa a est senza ostacoli, fino a formare la futura civiltà Huaxia, precursore della civiltà Han. Ancora oggi, il popolo cinese si auto-definisce "i Discendenti di Yan e Huang".

## Luogo della battaglia
L'attuale località di Banquan, dove fu combattuta la battaglia, è disputata. Tre sono le località probabili:
1. A sud est di Zhuolu, Hebei
2. Al villaggio di Banquan della Contea di Yanqing, Pechino
3. Alla contea di Xiezhou, Yuncheng, Shanxi

Di queste tre, la terza sembra la più probabile, in quanto le altre due implicherebbero che entrambi gli eserciti sarebbero andati a nord per la battaglia, cosa poco pratica.
Un'altra possibilità è che sono tutte e tre corrette, in quanto sia Confucio che Sima Qian sembrano essere d'accordo sul fatto che erano i luoghi dove si tennero le tre battaglie tra Huangdi e Yandi (seguite dalla battaglia di Zhuolu tra Chiyou e l'alleanza tra Huangdi, alcuni principi e alcuni signori di una pianura vicina).